# Иоахим Младший (герцог Померании)
Иоахим (I) Младший (ок. 1424 — 4 октября 1451) — герцог Померании-Штеттина из династии Грифичей (1434—1451).

## Биография
Младший сын Казимира V (ок. 1381—1434), герцога Померании-Штеттина (1413—1434), и Екатерины Брауншвейгской (ум. 1429).
После смерти своего отца в 1434 году Иоахим Младший унаследовал Щецинское герцогство. В момент вступления на герцогский трон он был несовершеннолетним. Первоначально от его имени управляли герцогством городской совет Щецина и рыцарство. В 1443 году по инициативе герцога были разработаны и приняты новые уставы для купцов в Штеттине. Главным принципом уставов было, что торговля зерном должна находиться под контролем щецинских купцов и должна производиться на территории этого города. Это вызвало многочисленные протесты гильдии купеческих городов, в том числе Старгарда, который с XIV века составлял конкуренцию в торговле сельскохозяйственной продукции для щецинских купцов.
В 1445—1446 годах во время войны Бранденбургского курфюршества с Вольгастским герцогством Иоахим Щецинский, который в этом конфликте был нейтральным наблюдателем, потерял два города, которые формально входили в состав его герцогства. В 1448 году Иоахим Младший начал войну с Бранденбургом из-за этих захваченных городов. Военный конфликт закончился компромиссом, но герцог Щецинский не смог вернуть потерянных городов.
Скончался от эпидемии чумы 4 октября 1451 года. Он был похоронен рядом со своим отцом в замковой церкви Святого Отто в Штеттине.

## Семья
29 сентября 1440 года Иоахим Младший женился на Елизавете (1425—1465), дочери маркграфа Иоганна Алхимика Бранденбург-Кульмбахского (1406—1464) и Барбары Саксен-Виттенбергской (1405—1465). Супруги имели единственного сына:
- Оттон III (29 мая 1444 — 7 или 8 сентября 1464), герцог Померании-Щецина (1451—1464), последний представитель щецинской линии династии Грифичей.

После смерти своего мужа Иоахима Младшего Елизавета Браденбургская вторично в 1454 году вышла замуж за герцога Вартислава X (ок. 1435—1478), герцога Рюгенского, Бартского и Вольгастского.